# Петров, Александр Сергеевич (хоккеист)
Александр Петров (эст. Aleksandr Petrov; 25 мая 1983, Пюсси, Эстонская ССР, СССР) — эстонский хоккеист русского происхождения, центральный нападающий. Неоднократно вызывался в свою национальную сборную. Участник чемпионатов мира в первом и втором дивизионах.

## Карьера
Начинал заниматься хоккеем в Кохтла-Ярве. На взросло уровне дебютировал за команду из этого города. В 2001—2002 гг. Петров выступал Высшей хоккейной лиге за петербургский «Спартак». Позднее хоккеист играл в Финляндии, Латвии, Франции, Норвегии.
С 2005 года с перерывами Петров выступает в итальянской Серии А. В разное время он входил в состав клубов «Вальпелличе», «Реал» (Турин) и «Милано Россоблу». В 2015 году нападающий вернулся в «Вальпеличе». Со временем Петрову удалось получить вид на жительство в Италии, а также оформить гражданство этой страны, ставшее для него вторым.
Во время выступлений во Франции параллельно являлся детским тренером и судил матчи юниорских команд, а в Норвегии - работал на молочном комбинате.

## Сборная
С 1998 по 2003 годы Александр Петров играл за юниорские и молодежные сборные Эстонии. В 2002 году он впервые был вызван в распоряжение главной национальной команды страны. Он является многократным участником чемпионатов мира по хоккею в низших дивизионах. В 2016 году хоккеист, впервые после четырёхлетнего перерыва, вновь был вызван в состав сборной Эстонии. Нападающий сыграл в Чемпионате мира по хоккею в Первом дивизионе в хорватском Загребе.

## Достижения
- Бронзовый призёр Латвийской хоккейной лиги (1): 2003/2004.